# Categorias de base do Sport Club Corinthians Paulista
O Sport Club Corinthians Paulista é conhecido nacionalmente por revelar talentos vindos das categorias de base do clube. Desde a época do "terrão" do Parque São Jorge, surgiram atletas que seriam futuros ídolos do clube, como Wladimir, Casagrande, Ronaldo, Rivelino e Viola.
Entre os juniores, o clube é o maior campeão da Copa São Paulo de Juniores, com dez conquistas. Em outras competições de base nacionais, a força corintiana é bem significativa. Inicialmente, os jogadores amadores treinavam nos campos de terra do Parque São Jorge conhecido como "terrão", onde se localizada a sede social do clube. Durante a década de 1990, eles foram transferidos para um terreno em Itaquera. Esse local foi desativado em 2011, quando foi dado início a construção do novo estádio corintiano. Há um projeto para construção de um centro de treinamento para as divisões de base, que seria batizado como CT Ronaldo Nazário. 

## Títulos

### Principais títulos
| INTERNACIONAIS | INTERNACIONAIS                          | INTERNACIONAIS | INTERNACIONAIS                                                     |
|                | Competição                              | Títulos        | Temporadas                                                         |
| -------------- | --------------------------------------- | -------------- | ------------------------------------------------------------------ |
| Espanha        | Mundial de Clubes Sub-17                | 3              | 2010, 2011 e 2015                                                  |
| NACIONAIS      |                                         |                |                                                                    |
|                | Competição                              | Títulos        | Temporadas                                                         |
| Brasil         | Copa São Paulo de Futebol Júnior        | 11             | 1969, 1970, 1995, 1999, 2004, 2005, 2009, 2012, 2015 , 2017 e 2024 |
| Brasil         | Taça Belo Horizonte de Futebol Júnior   | 1              | 2015                                                               |
| Brasil         | Campeonato Brasileiro de Futebol Sub-20 | 1              | 2014                                                               |
| Brasil         | Copa do Brasil de Futebol Sub-17        | 1              | 2016                                                               |
| ESTADUAIS      |                                         |                |                                                                    |
|                | Competição                              | Títulos        | Temporadas                                                         |
| São Paulo      | Campeonato Paulista de Segundos Quadros | 8              | 1914, 1916, 1918, 1921, 1924, 1925, 1926, e 1939                   |
| São Paulo      | Campeonato Paulista de Aspirantes       | 8              | 1948, 1949, 1950, 1951, 1964, 1965, 1966 e 1970                    |
| São Paulo      | Campeonato Paulista Sub-20              | 4              | 1970, 1997, 2014 e 2015                                            |
| São Paulo      | Campeonato Paulista Sub-17              | 4              | 2002, 2005, 2007 e 2013                                            |
| São Paulo      | Campeonato Paulista Sub-15              | 4              | 2005, 2006, 2010 e 2013                                            |
| São Paulo      | Campeonato Paulista de Futebol - Sub-13 | 3              | 2010, 2011 e 2013                                                  |
| São Paulo      | Campeonato Paulista de Futebol Sub-11   | 1              | 2014                                                               |

### Outros títulos
Internacionais
- Torneio Internacional de L'Alcúdia: 1 (1999)
- Dallas Cup Sub-19: 2 (1999 e 2000)
- Manchester United Cup – Sub 15: 1 (2003)
- Copa da Amizade Brasil-Japão Sub-15: 1 (2002)
- Copa Internacional de Itaporanga Sub-13: 1 (2010)
- Copa Internacional de Itaporanga Sub-12: 1 (2010)
- Canon Lion City Cup Sub-15: 1  (2013)
- Copa Milk Cup sub 15: 1  (2014)
- Copa de Altura sub-16: (2014)

Nacionais
- SC  Cup Banrisul Sub-16: 1 (2009)
- Copa Nike – Etapa Nacional: 1 (2003)
- Copa do Brasil Sub-15/Torneio Votorantim: 2 (2003 e 2004)
- BH Youth Cup (sub-15): 2 (2013 e 2014)

Estaduais
- Copa Bandeirantes Sub-13: 1 (2013)
- Copa Ouro Sub-17: 1 (2011)
- Copa Ouro Sub-13: 3 (2011, 2013 e 2016)
- Copa Ouro Sub-11: 2 (2011 e 2013)